# 2018年度亞洲小姐競選香港區決賽

節目宣傳截圖

2018年度亞洲小姐競選香港區決賽是亞洲電視數碼媒體於2018年10月7日舉行的選美活動，並於晚上八時三十分至十時正（均為香港時間）透過亞視A1台及奇妙電視中文台（現稱「香港開電視」）播出。

## 比賽結果
| 獎項       | 得獎者        |
| ---------- | ------------- |
| 冠軍       | - 2號 梁雪瑤  |
| 亞軍       | - 4號 張右雨  |
| 季軍       | - 10號 林孜沫 |
| 最上鏡小姐 | - 9號 李芷菱  |
| IG人氣大獎 | - 9號 李芷菱  |

## 決賽日節目流程
| 司儀     | 李志剛、朱慧敏、丘雅雯                 |
| 評判     | 陳志雲、顧紀筠、陳欣健、梁佩瑚、陳嘉容 |
| 表演嘉賓 | 李幸倪                                 |

- 第一節：
  - 由舞蹈員及李幸倪首先踏入舞台，其後十位佳麗於李幸倪歌曲《曌》的歌聲中以泳裝進場。
  - 三位司儀宣布「人氣大獎」得主，並由李幸倪頒發獎項及介紹評判並進行訪問。
- 第二節：
  - 十位佳麗先進行歌舞表演
  - 由司儀丘雅雯訪問大會排舞師Sunny Wong對佳麗表現的意見
  - 再由另外兩位評判李志剛、朱慧敏訪問五位評判的意見
  - 司儀李志剛宣佈得分最高的五位佳麗為梁雪瑤、張右雨、蘇頌筠、傅美霖、林孜沫
- 第三節：
  - 由評判向1至5號佳麗作出提問
- 第四節：
  - 由評判向6至10號佳麗作出提問
- 第五節：
  - 由李幸倪唱出歌曲《侘寂》及《很堅強》，十位佳麗再次登場
  - 於表演後，再由丘雅雯於後台訪問其中兩位佳麗張右雨及李芷菱
- 第六節：
  - 由司儀介紹2018年亞洲小姐競選總決賽位於馬來西亞馬六甲的舉辦場地並播映當地宣傳片段
  - 司儀公佈最終結果，並依次由評判梁佩瑚、顧紀筠、陳嘉容分別頒發最上鏡小姐、季軍及亞軍獎項
  - 司儀請出2017年度亞洲小姐競選總冠軍何丹妮，並由何丹妮頒發冠軍獎項
  - 冠軍佳麗於得獎繞場一周，再接受其他佳麗及評判祝賀致意，而司儀亦就「大中華區決賽」及「總決賽」作出預告

## 參賽佳麗
| 編號 | 佳麗名字 | 佳麗名字（英文） | 年齡 | 身高（公分） | 體重（公斤） | 職業       |
| ---- | -------- | ---------------- | ---- | ------------ | ------------ | ---------- |
| 1    | 賴嘉瑩   | Karen            | 23   | 170          | 54           | 模特兒     |
| 2    | 梁雪瑤   | Sheryl           | 25   | 173          | 54           | 業務督導   |
| 3    | 張靜茵   | Anita            | 25   | 161          | 42           | 投行分析師 |
| 4    | 張右雨   | Gloria           | 23   | 164          | 48           | 舞蹈員     |
| 5    | 蘇頌筠   | Dusty            | 20   | 167          | 50           | 模特兒     |
| 6    | 張靜婷   | Janice           | 23   | 169          | 48           | 學生       |
| 7    | 温 馨    | Warm             | 22   | 160          | 41           | 學生       |
| 8    | 傅美霖   | Angel            | 19   | 165          | 48           | 學生       |
| 9    | 李芷菱   | Camilla          | 24   | 170          | 52           | 模特兒     |
| 10   | 林孜沫   | Momo             | 23   | 165          | 49           | 碩士研究生 |

## 入圍佳麗個人背景
- 1號賴嘉瑩：曾為香港排球隊青年軍成員，亦曾參與「Miss Amazing環亞美神大賽」。
- 2號梁雪瑤：曾參選2017年度香港小姐競選並獲面試（最後30強）和2018年度香港小姐競選並獲面試，於談及參選亞洲小姐的原因時，就曾表示參選期間能到韓國跟星級導師學走貓步和跳舞，而感到十分吸引，也是十分好的體驗，而自己也十分希望能在選美比賽中勝出及成為藝人。[1]
- 3號張靜茵：曾參選2016年度香港小姐競選，並獲面試。
- 5號蘇頌筠：曾參選2018年度香港小姐競選，並獲面試。
- 9號李芷菱：曾參選2018年度香港小姐競選，並獲晉身第二輪面試，她曾表示自己自小就有當演員的夢想，希望能透過不同的渠道可以去實踐夢想。

## 外部連結
- 官方網頁（页面存档备份，存于）